# Kimagure Robot
Kimagure Robot (きまぐれロボット?)  è una serie di corti anime nate come animazioni ideate per promuovere Yahoo! Japan. Trasmessi nel 2004, i registi degli episodi appartengono per lo più allo studio Studio 4°C, mentre la sceneggiatura è stata curata dallo scrittore di fantascienza Shinichi Hoshi.

## Trama
Ogni episodio presenta una storia indipendente incentrata su robot e automi. Unici personaggi ricorrenti sono il Dottore, genio creativo appassionato di robotica, e la sua assistente.

## Doppiaggio
- Il dottore e le voci maschili: Toshiyuki Itakura
- L'assistente e le voci femminili: Megumi Matsumoto

## Lista episodi
| Nº | Titolo italiano (tradotto) Giapponese 「Kanji」 - Rōmaji       |
| 1  | Robot capriccioso 「きまぐれロボット」 - Kimagure Robotto      |
| 2  | Incidente notturno 「夜の事件」 - Yoru no jiken                |
| 3  | Tre desideri 「3つの願い」 - Mittsu no Negai                   |
| 4  | Robot sonnacchioso 「ねぼけロボット」 - Neboke Robotto         |
| 5  | Emissario civilizzatore 「文明の使者」 - Bunka no Shisha       |
| 6  | Il robot misterioso 「謎のロボット」 - Nazo no Robotto         |
| 7  | Il cattura-spie 「スパイキャッチャー」 - Supaikyattchaa        |
| 8  | Attento al fuoco 「火の用心」 - Hi no Yōjin                    |
| 9  | Il proposito di invasione 「襲来の目的」 - Shuurai no Mokuteki |
| 10 | L'elisir 「薬」 - Kusuri                                       |